# Johann Heinrich Hose
Johann Heinrich Hose (* 1765 in Tannroda; † 1841 in Eisenach) war ein deutscher Maler und Bildhauer.

## Leben
Zwischen 1777 und 1780 besuchte Hose die Weimarer Zeichenschule, ab 1783 erfolgte eine Ausbildung zum Bildhauer unter Jean Tassaert an der Königlichen Akademie der Bildenden Künste und Mechanischen Wissenschaften zu Berlin, nebenbei eine Ausbildung zum Maler. 1792 kehrte er nach Eisenach zurück, wo er ab 1793 eine Anstellung als Zeichenlehrer an der Freien Zeichenschule in Eisenach erhielt. Diese Lehrtätigkeit führte er bis zu seinem Parisaufenthalt um 1799–um 1802 aus. Dort war er Schüler im Lehratelier von Jacques-Louis David und an der École des Beaux-Arts. 1802 erfolgte die Rückkehr nach Eisenach und die Wiederaufnahme seiner Lehrtätigkeit an der Freien Zeichenschule. Ab 1809 war Hose Weimarer Hofbildhauer, er führte verschiedene Porträtbüsten der herzoglichen Familie aus.